# Yaav Ier a Yirung
 (mars 2025).
Yaav Ier a Yirung (mort vers 1660) fut le 3ème souverain du royaume Lunda de 1630 à 1660.

## Biographie
Le plus jeune fils d'Ilunga Mbidi, chef d'une des tribus du peuple Kunda, et de Bulanda, la sœur de Nkongolo, souverain de Luba. À sa naissance, on lui a donné le nom de Lusing. Vers 1600, avec son frère cadet Tshibinda, il quitta l'empire Luba.
Plus tard, il aida son frère à s'emparer du trône du royaume Lunda. Il participa activement à l'expansion de l'état et, peut-être, à la fin du règne de son frère, il dirigea les troupes. Ainsi, à la mort d'Ilunga Tshibinda vers 1630, il lui succède sous le nom de Yaav Ier.
En 30 ans, il agrandit le pays. Il a poursuivi la politique d'assujettissement du peuple Luen dans les rivières Kasaï et Kwango. Il entra en contact avec le royaume de Cassange, créé par le peuple Bangala.
Vers 1660, Yaav Ier a Yirung mourut dans une guerre avec les tribus Chokwe du sud-ouest. Mwata Yamvo lui succède.

## Sources
- Histoire générale de l'Afrique. Tome V : L'Afrique du XVIe au XVIIIe siècle (Editeur BA Ogot), pp. 588-607 : Ndaywelè Nziem. Le système politique des Luba et Lunda : son émergence et son expansion